# Vierdaagse werkweek
De vierdaagse werkweek is een werkweek van vier dagen. In vergelijking met een vijfdaagse werkweek kent die voor- en nadelen. Meestal wordt de vierdaagse werkweek als positief ervaren, maar soms niet. Het is dus geen wondermiddel. Zo heeft die op de werk-privébalans, die steeds belangrijker wordt gevonden, meestal een positieve invloed, maar soms negatief. Ook heeft de vierdaagse werkweek meestal een positieve invloed op burn-outklachten, maar blijft het burn-outrisico bestaan. Hetzelfde beeld komt naar voren bij andere klachten, zoals bij stress en slaapproblemen. Ook wordt de productiviteit meestal hoger, maar soms niet. De nadelen steken de kop op als de vierdaagse werkweek bestaat uit langere dagen (van bijvoorbeeld negen uur), als communicatie blijft binnenkomen op vrije dagen, of als het arbeidsloon afneemt. Ook kan, als de hoeveelheid werk gelijk blijft, op overgebleven werkdagen grotere druk ontstaan. Voor een ontspannen praatje bij de koffiemachine is dan soms geen tijd meer.

## Nederland
In 1990 eiste de Dienstenbond van de FNV een vierdaagse werkweek. In 2015 pleitte PvdA'er Martijn van Dam ervoor. Door de coronapandemie kreeg de vierdaagse werkweek veel aandacht, want bedrijven en werknemers waren gedwongen hun werkwijze te herzien. Daarbij speelt ook automatisering door robots en AI een rol. Medio 2022 vonden veel Nederlanders een vijfdaagse werkweek niet meer van deze tijd. In 2023 noemde NRC-columnist Aylin Bilic een vierdaagse werkweek desondanks "ondenkbaar", hoewel datzelfde jaar een woordvoerder van de AWVN zo'n werkweek duidde als "de normaalste gang van zaken". Ondertussen is de vierdaagse werkweek in de praktijk al gemeengoed, mede door de Wet flexibel werken.